# Aurelio Juri
Aurelio Juri (ur. 27 lipca 1949 w Puli) – słoweński polityk i dziennikarz pochodzenia włoskiego, poseł do Parlamentu Europejskiego (2008–2009).

## Życiorys
Po zdaniu egzaminu maturalnego (1968) pracował jako celnik, a następnie dziennikarz. Działał w Związku Komunistów Słowenii, dochodząc do stanowiska członka komitetu centralnego. Po przemianach politycznych zaangażował się w działalność Zjednoczonej Listy Socjaldemokratów (przekształconej następnie w partię Socjaldemokraci), w 1996 został wiceprzewodniczącym tego ugrupowania.
Od 1978 zasiadał we władzach miasta Koper, był przewodniczącym rady gminy, przewodniczącym lokalnej wspólnoty włoskiej, a w 1994 objął urząd burmistrza. W 1996 został wybrany do Zgromadzenia Narodowego, niższej izby słoweńskiego parlamentu. Reelekcję uzyskiwał w 2000 i 2004.
W 2008 objął mandat posła do Parlamentu Europejskiego VI kadencji, zastępując Boruta Pahora. Zasiadał w grupie Partii Europejskich Socjalistów. Był członkiem Komisji Kontroli Budżetowej oraz Komisji Spraw Konstytucyjnych. Urzędował do końca kadencji.